# 美馬達哉
美馬 達哉（みま たつや、1966年2月21日 - ）は、日本の医学者、医師。立命館大学先端総合学術研究科教授。専門は、臨床脳生理学、医療社会学、生命倫理、現代思想。

## 略歴
大阪府生まれ。京都大学大学院医学研究科博士課程修了。1997年、京都大学博士（医学）。論文の題は「Somatosensory evoked potentials following proprioceptive stimulation of fingers in man(ヒトの手指の受動的屈曲運動を刺激とした運動覚誘発脳電位に関する研究)」。  
2000年京都大学医学研究科助手、その後、同助教、准教授（高次脳機能総合研究センター）を経て、2015年から立命館大学大学院・先端総合学術研究科教授。

## 著書
- 『〈病〉のスペクタクル　生権力の政治学』人文書院 2007
- 『脳のエシックス　脳神経倫理学入門』人文書院 2010
- 『リスク化される身体　現代医学と統治のテクノロジー』青土社 2012
- 『生を治める術としての近代医療　フーコー『監獄の誕生』を読み直す』現代書館〈いま読む！名著〉2015

## 翻訳
- アイベン・ブラウニングほか『エイズ時代 アメリカからの警告』つくばね舎　1993
- M.ジャコーバス,E.F.ケラー、S.シャトルワース編『ボディー・ポリティクス 女と科学言説』田間泰子、山本祥子共監訳　世界思想社　2003